# Past is Prologue
Past is Prologue este al doilea album al muzicianului de muzică electronică Tycho aka Scott Hansen. Albumul a fost lansat în anul 2006 la casa de discuri Merck Records, re-editat și relansat în 2010 la casa de discuri Ghostly International.

## Lista pieselor
1. "From Home"- 6:30
2. "Sunrise Projector"- 3:04
3. "Dictaphone's Lament"- 5:11
4. "PBS"- 4:41
5. "Send And Receive"- 4:53
6. "Brother"- 1:43
7. "A Circular Reeducation"- 5:26
8. "Past Is Prologue"- 5:50
9. "Cloud Generator"- 4:19
10. "The Disconnect"- 6:13
11. "A Circular Reeducation (Dusty Brown Remix)"- 5:43
12. "Send And Receive (Chachi Jones Remix)"- 5:57
13. "Sunrise Projector (Nautilis Remix)"- 3:55